# Incendiul de la catedrala Notre-Dame de Paris din 2019
Incendiul de la catedrala „Notre-Dame de Paris” a fost un incendiu violent care s-a declansat în interiorul catedralei „Notre-Dame de Paris”, în seara zilei de 15 aprilie 2019.
Luând rapid o mare amploare, flăcările au distrus în întregime turnul-fleșă, care s-a prăbușit, cât și o mare parte din acoperiș precum și șarpanta monumentului. Mulțumită intervenției a sute de pompieri, structura globală a edificiului și cele două turnuri au fost cruțate, însă pagubele sunt considerabile. Intervenția câtorva sute de pompieri, până în dimineața zilei următoare, a putut să salveze structura globală a edificiului, cele două turnuri precum și fațada de apus. Totuși, stricăciunile și pierderile sunt considerabile, atât în interiorul cât și în exteriorul monumentului. 
Incendiul a provocat o emoție foarte puternică, atât în Franța, cât și în întreaga lume, precum și o importantă acoperire mediatică. Primarul Parisului, Anne Hidalgo, a descris incendiul ca fiind unul „groaznic”. Insula Île de la Cité, pe care se află catedrala Notre-Dame, a fost evacuată.
În aceeași seară, președintele Republicii Franceze, Emmanuel Macron, a anunțat reconstrucția catedralei.

## Context
Catedrala "Notre-Dame din Paris", construită între secolele al XII-lea și al XIV-lea pe île de la Cité, în inima Parisului, fusese restaurată în secolul al XIX-lea.

### Începutul anului 2019
De mai multe luni, monumentul tocmai beneficia de importante lucrări, îndeosebi de curățarea exteriorului, înnegrit de poluare. Statul finanțase cu suma de 2,5 de milioane de euro restaurarea turnului-fleșă, sumă pe care Monseniorul Patrick Chauvet, rector al catedralei, o apreciase insuficientă pentru acoperirea  mulțimii lucrărilor de renovare.

Benjamin Mouton, fost arhitect-șef al Monumentelor istorice, însărcinat cu catedrala din 2000 până în  2013 și care a supravegheat ultima aducere la zi a dispozitivului de detecție a incendiilor, mulțumită unui dispozitiv foarte scump, declară: 
„îi trebuiau foarte puține minute unui agent să înlăture orice îndoială. Am dispus să se înlocuiască numeroase porți de lemn cu uși rezistente la foc. Am limitat toate aparatele electrice, care au fost interzise în pod.”
 protecția contra incendiilor a fost adusă 
„la cel mai înalt nivel.”

### Declararea incendiului
Incendiul s-a declarat la începutul Săptămânii Mari, din Biserica Romano-Catolică. Acesta a început pe 15 aprilie 2019, spre orele 18:50 (ora Franței). A avut originea în acoperiș, la baza turnului-fleșă, operă a arhitectului Viollet-le-Duc, constituit din 500 de tone de lemn și 250 de tone de plumb, care era deasupra transeptului având înălțimea de 93 de metri. Flăcările au distrus șarpanta, cea mai veche din Paris, făcută din 1.300 de stejari, adică 21 de hectare de pădure.

## Desfășurarea

### 15 aprilie
Potrivit procurorului Republicii din Paris, Rémy Heitz, o primă alertă ar fi survenit la orele 18 și 20 de minute (CEST). A urmat o procedură de verificare a alarmei, însă nu părea să fi avut loc vreun incendiu.. O a doua alertă a fost dată la orele 18 și 43 de minute: a fost constatat un incendiu în șarpantă. Pompierii sosiți după cincisprezece minute, nu au reușit să-l stăpânească. Numeroși gură-cască asistau la scenă.
La orele 19 și 57 de minute, turnul-fleșă s-a prăbușit. La orele 20 și 59 de minute, focul părea că s-a intensificat, atingând turnul de nord al catedralei.. La orele 21 și 7 minute, un jurnalist de la radio France Info, prezent pe île de la Cité, a constatat că tunul de nord a început să ia foc, ceea ce a fost confirmat, puțin după aceea, de agenția Reuters.
Întrebat despre posibilitatea de a acționa cu apă la înălțime joasă, Direcția securității civile a arătat că nu dorește să recurgă la această soluție, întrucât greutatea apei ar putea slăbi structura catedralei. Un purtător de cuvânt al brigăzii de pompieri din Paris a precizat că sunt mobilizate importante mijloace de intervenție, iar pompierii din Île-de-France vin cu întăriri.  Una din dificultățile operațiilor de luptă contra incendiului a constituit-o absența unei coloane uscate în edificiul catedralei.
Puțin înainte de orele 22, Secretarul de stat de Interne, Laurent Nuñez, sosit la fața locului, a anunțat presa că salvarea catedralei era în curs, fiind mobilizați circa 400 de pompieri și utilizarea a optsprezece furtunuri de apă. Puțin înainte de orele 23, el a indicat că structura edificiului, inclusiv clopotnița nordică, a putut fi salvată.

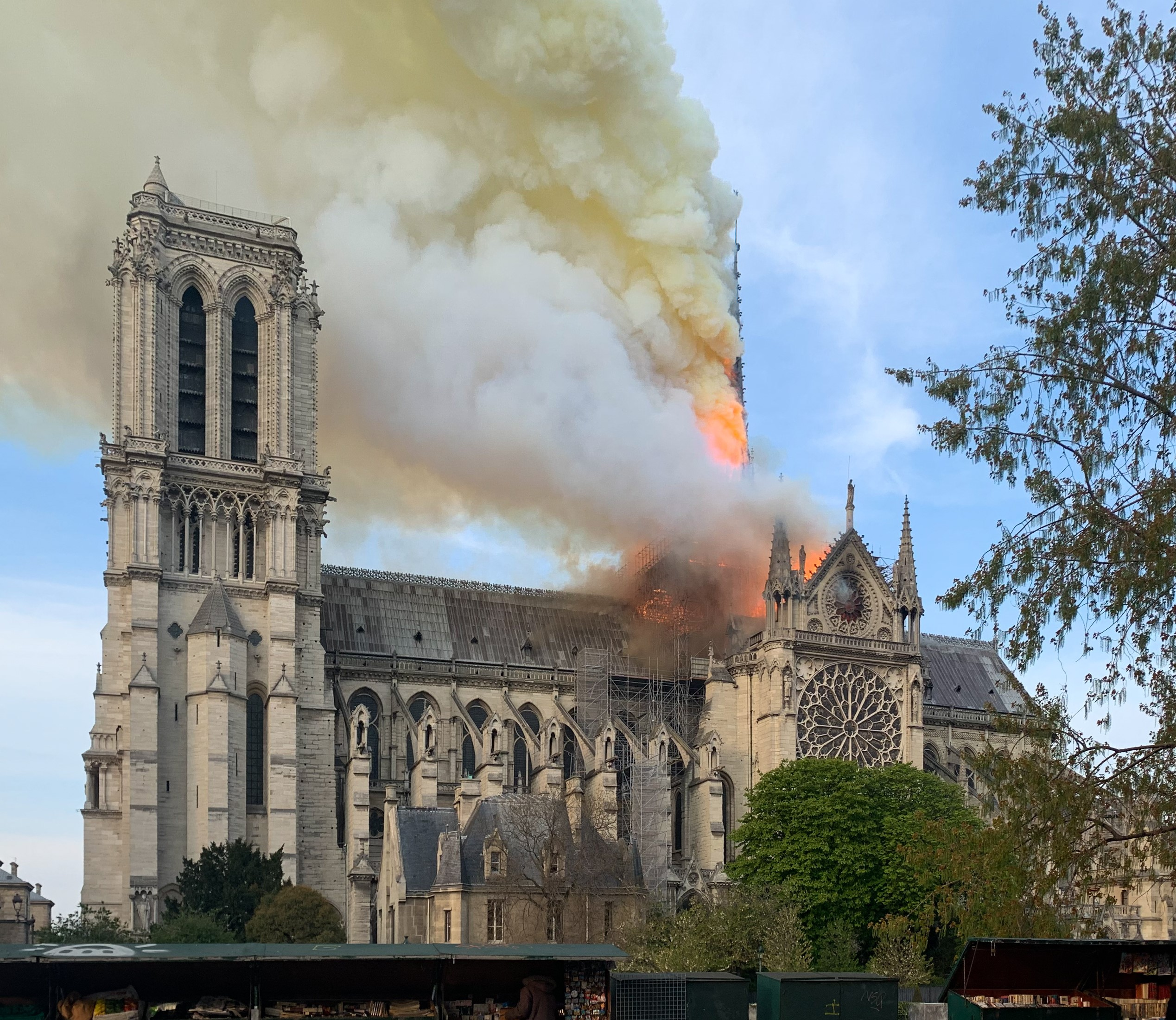
Începutul incendiului (19 h 17).
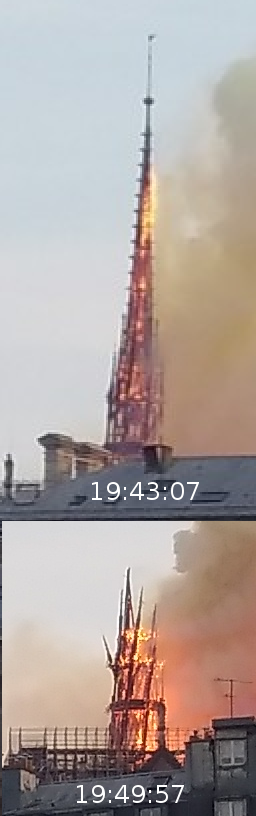
Marele turn-fleșă chiar înainte de a se prăbuși (19 h 43 – 19 h 49).
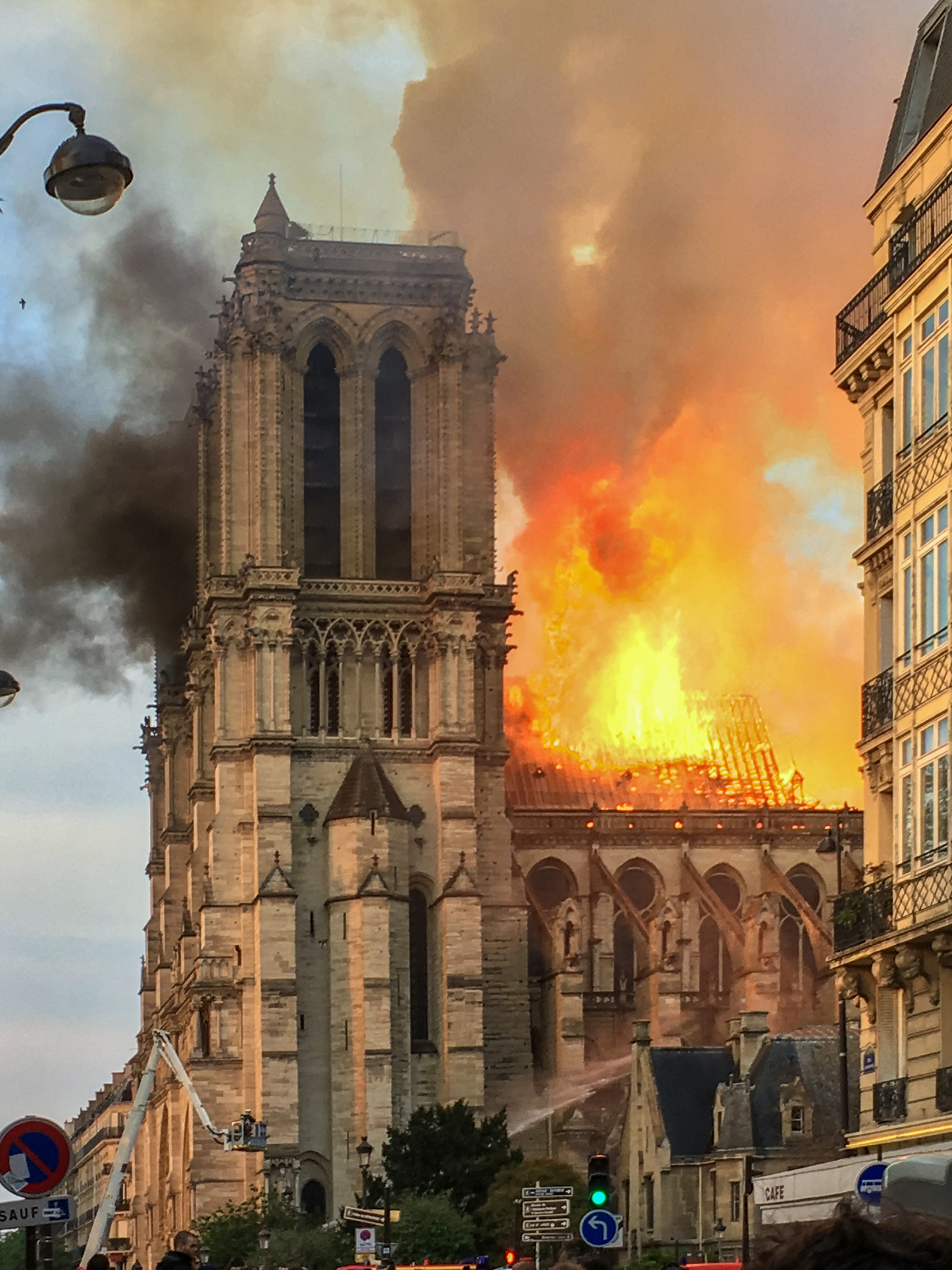
Incendiul văzut dinspre sud (19 h 51).
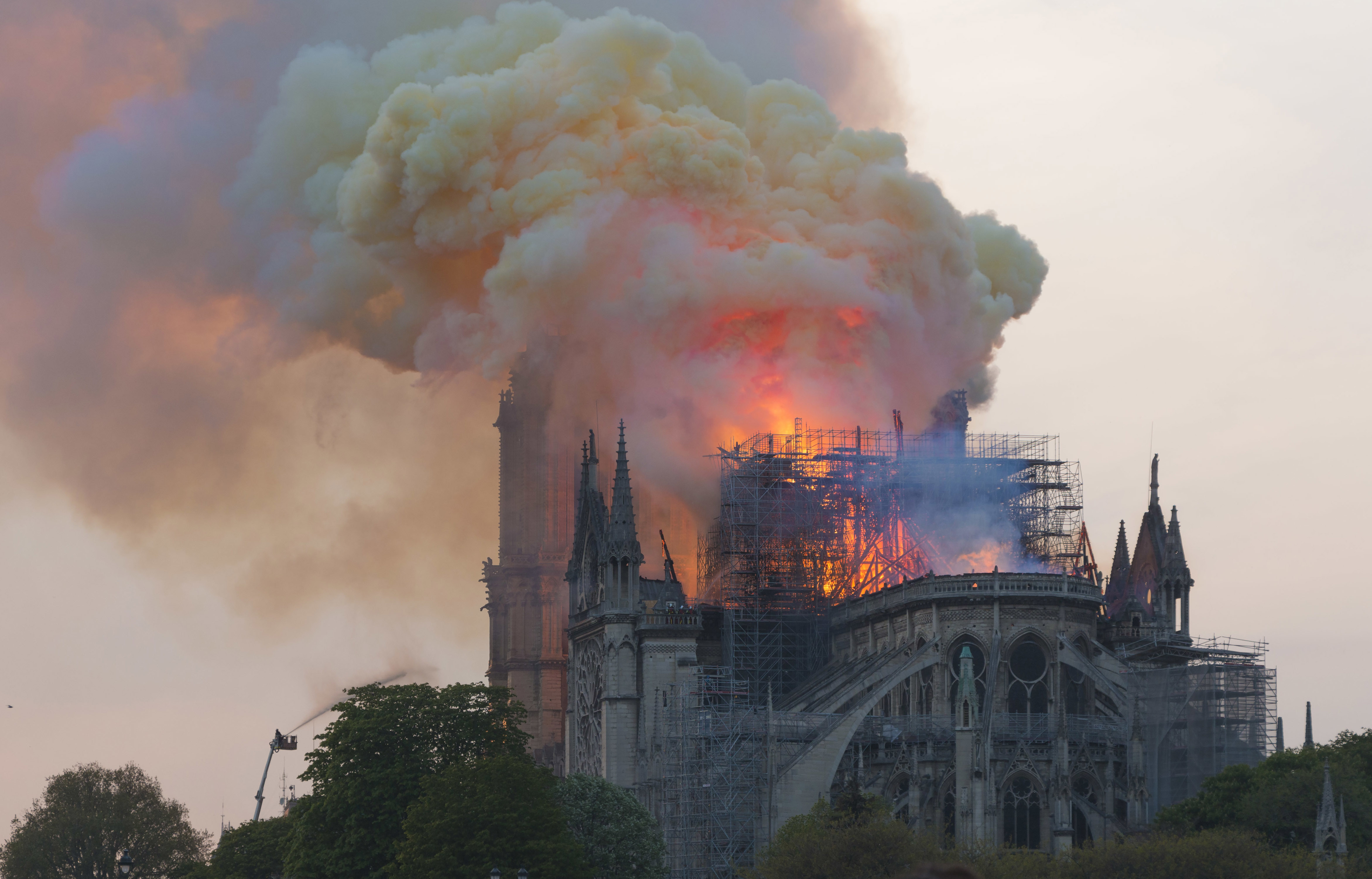
Flăcările degajă un fum galben (20 h 06).
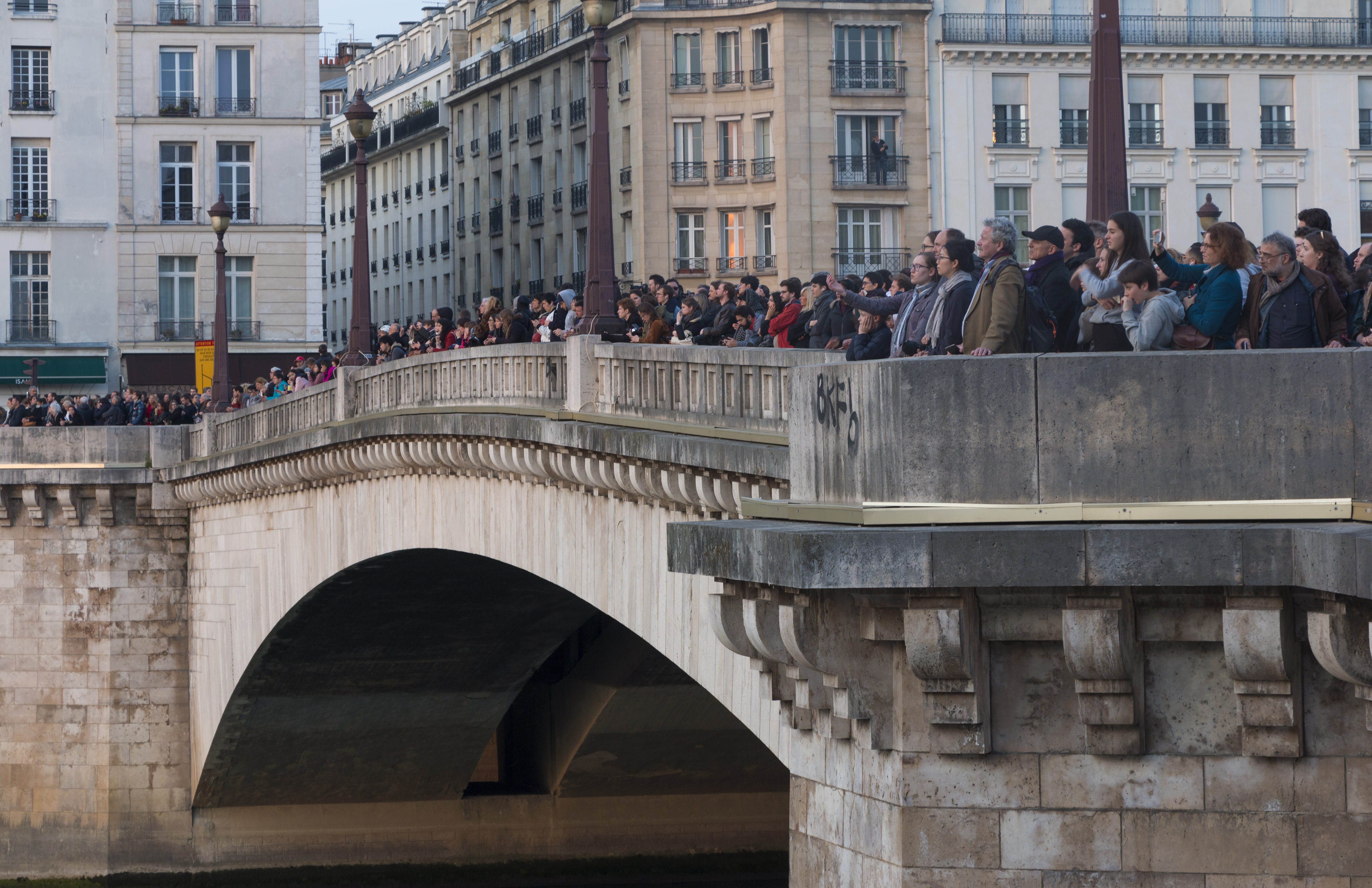
Mulțime asistând la incendiu, pont de la Tournelle (20 h 10).

### 16 aprilie
Pe la orele 4 dimineața, locotenent-colonelul Gabriel Plus, purtător de cuvânt al brigăzii de pompieri din Paris, a anunțat că incendiul este stăpânit și parțial stins. La orele 9 și 50 de minute, el a indicat că focul a fost stins și se intră în faza de expertiză pentru examinarea ansamblului structurilor și determinarea condițiilor de consolidare a acestora.
Incendiul a mobilizat în total peste patru sute de pompieri, sprijiniți de optsprezece furtunuri cu apă și mai multe camioane cu scări mari. Robotul Colossus, fabricat de societatea Shark Robotics, fabricat la La Rochelle, capabil să-și acționeze furtunul cu apă în condiții extreme, a fost folosit.

## Consecințe

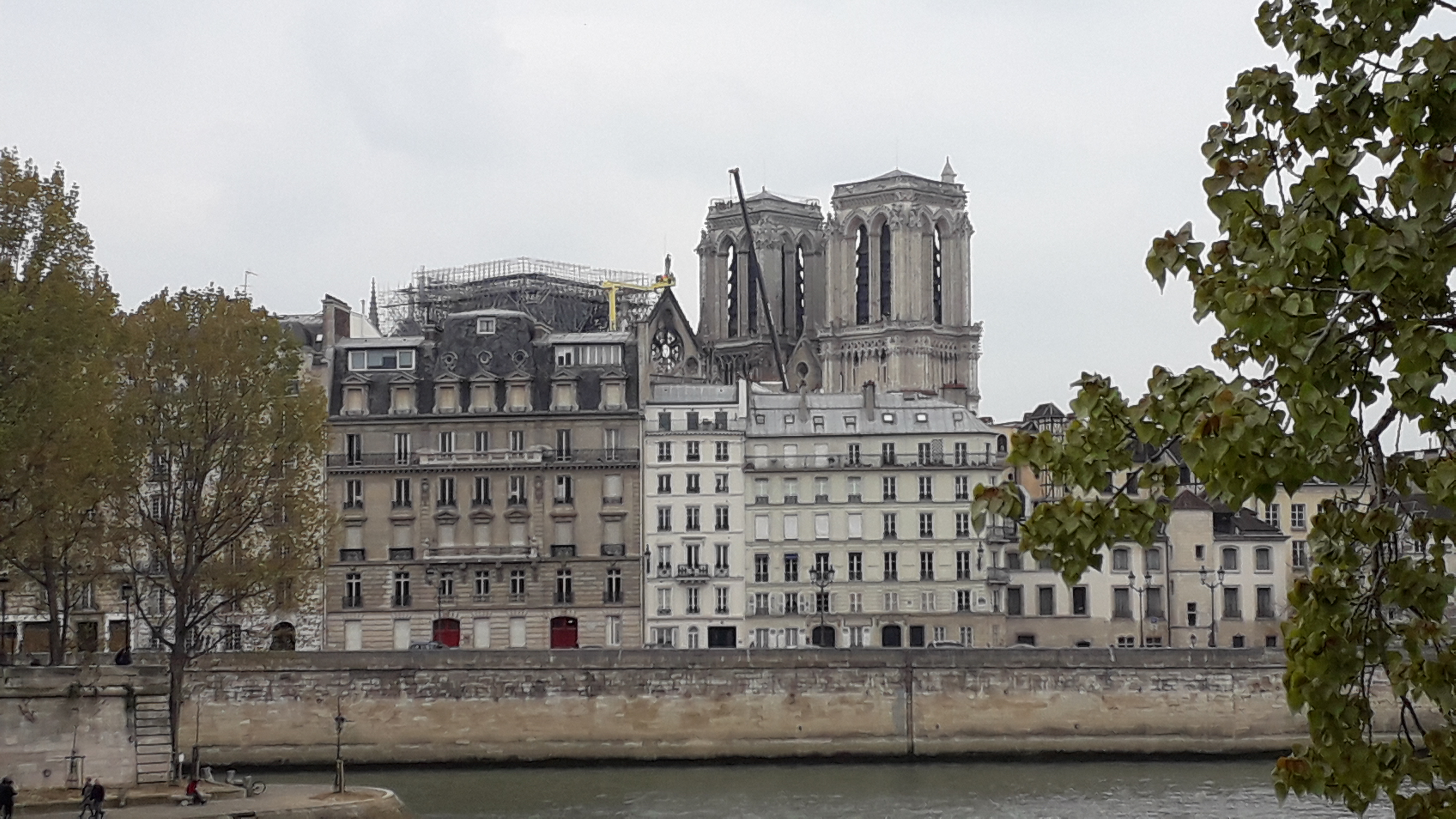
Catedrala a doua zi după incendiu.

### Patrimoniale

Turnul-fleșă și acoperișul sunt în flăcări.
Turnul-fleșă și acoperișul au fost distruse de foc precum și trei zone din boltă.
În roșu, găurile din bolțile catedralei Notre-Dame de Paris.
În roșu, părțile distruse de incendiul de la catedrala Notre-Dame de Paris.
Secțiune transversală a catedralei Notre Dame de Paris. Grinzile marcate cu roșu și bolțile au suferit pagube serioase în incendiul din aprilie 2019 (acoperiș).

#### Arhitecturale
Turnul-fleșă din secolul al XIX-lea (operă a arhitectului Viollet-le-Duc) s-a prăbușit. Acest turn-fleșă era constituit dintr-o șarpantă de 500 de tone de lemn, acoperită cu 250 de tone de plăci de plumb (oxidat la suprafață). La temperatura incendiului, plumbul s-a lichefiat, și în mare parte sublimat în vapori și nanoparticule, sursă de fum toxic.
Două treimi din acoperiș, între care șarpanta de stejar, care data de la începutul secolului al XIII-lea pentru navă și din secolul al XII-lea pentru partea exterioară a absidei au fost distruse. O parte din bolți a avut de suferit.
Cele două turnuri, structura arhitecturală și vitraliile din secolele al XII-lea și al XIII-lea, rozasele au fost ocrotite.
Partea superioară, de nord, a zidului transeptului necesită lucrări de întărire ; mai multe alte vitralii, mai recente, au suferit pagube importante, între care micile rozase din partea superioară a zidului  transeptului.

#### Culturale
Ministerul de Interne a anunțat că cel puțin 30 % dintre operele de artă au fost puse la adăpost. Ministerul Culturii a anunțat că cele mai multe obiecte din tezaur, cum sunt Sfânta Coroană sau tunica Sfântului Ludovic, au putut fi salvate. Același lucru s-a întâmplat și cu alte relicve și mai multe opere de artă: un fragment al „Sfintei Cruci” și un cui al Patimilor precum și totalitatea operelor păstrate în „tezaur”, între care Vizita de Jean Jouvenet și marea Pietà de Nicolas Coustou. Presa internațională a salutat rolul decisiv al pompierului Jean-Marc Fournier, preot al pompierilor din Paris, în salvarea Coroanei de Spini, a tunicii sfântului Ludovic și a Sfântului Sacrament, hostie consacrată care pentru catolici semnifică prezența reală a lui Cristos.
Cele șaisprezece statui (cei doisprezece apostoli și cei patru evangheliști) din cupru care înconjurau baza turnului-fleșă fuseseră îndepărtate la 11 aprilie 2019 pentru restaurare și, prin urmare, nu au fost afectate de incendiu. Ele au fost transferate în Dordogne, la Socra, societate specializată în restaurarea operelor de artă.
Primele fotografii luate din noaptea de 15 aprilie arată că cele două mari rozase ale brațelor de nord și de sud ale transeptului sunt intacte precum și sculpturile lui Antoine Coysevox, Guillaume și Nicolas Coustou în cor. Marea orgă a lui Cavaillé-Coll, devenită provizoriu inutilizabilă prin funingine și praf (va trebui demontată de jos în sus), nu pare să fi suferit nicio altă stricăciune. Fecioara cu Pruncul sculptată în secolul al XIV-lea, păstrată în brațul de nord al transeptului, a fost doar udată cu furtunurile contra incendiului, dar nu a ars. Printre cele treisprezece mari « Mays » de la Notre-Dame, agățate în capelele laterale ale transeptului, patru ar fi fost distruse, dintre care unul dintre cele două tablouri pictate de Laurent de La Hyre.
Practic la baza turnului-fleșă se găsea un mare orologiu Collin datând din 1867. A fost fără îndoială distrus, dar poate că se vor găsi vestigii printre dărâmăturile turnului-fleșă. Acest orologiu conducea patru cadrane, toate fiind distruse. Acest orologiu ar putea fi reconstruit, în măsura în care toate datele sunt disponibile.
În vârful turnului-fleșă, se afla o giruetă care reprezenta un cocoș. Aceasta conținea trei relicve: o porțiune din Coroana Sfântă, o relicvă a sfântului Dionisie (în franceză: saint Denis) și o alta a sfintei Genoveva. Mai întâi fiind crezut pierdut, cocoșul a fost regăsit, a doua zi după sinistru, de către unul dintre restauratorii însărcinați să scotocească printre dărâmături; nu este deteriorat grav.
Altarul modern (altarul Paul al VI-lea) a fost strivit de o grămadă de pietre și grinzi arse de foc. Altarul tradițional (altarul principal) din spatele corului a fost cruțat, la fel cum s-a întâmplat și cu crucea aurită.

#### Consecințe asupra mediului

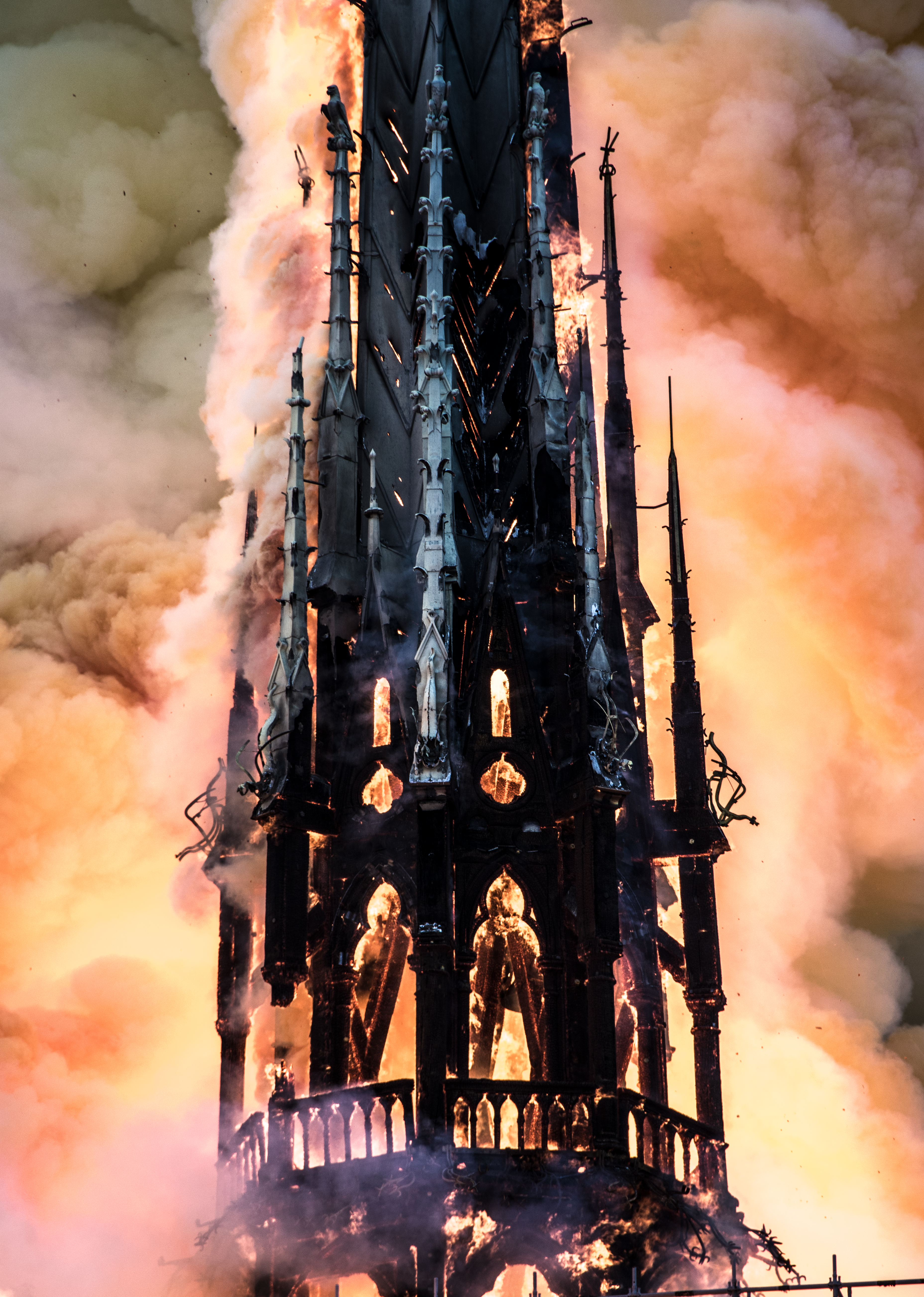
Turnul-fleșă al catedralei în flăcări, înconjurat de o degajare densă de fum.

Un fum alb spre galben, foarte opac (și mai scurt un fum negru, în turn și la nivelul părții de sus a unui zid) a fost vizibil de la mai mulți kilometri. 250 de tone de plumb, metal care se topește la o temperatură joasă și sublimează la temperatură înaltă, acopereau turnul-fleșă, iar 210 tone de plumb constituiau cele 1.326 de foi sau țigle de plumb care acopereau restul șarpantei. Pentru a opri riscurile de intoxicare, locuințele din apropiere au fost evacuate.

Conform rapoartelor făcute de Airparif , marți, 16 aprilie, datorită condițiilor meteorologice 
„deosebit de dispersive, cu un vânt dinspre est-sud-est, de 3 m/s,”
 trâmba de fum a fost purtată în afara Parisului, urmând culoarul Senei. În plus, datorită temperaturii  din focar, fumul s-a înălțat la mai multe zeci de metri fără să contamineze local straturile inferioare ale aerului, dar 
„incendiul a provocat respingerea unei cantități foarte importante de particule.”
Cea mai mare parte a trâmbei de poluare pare să fi fost scoasă în întregime din Paris, întrucât cele cinci stații de măsurare a calității aerului cele mai apropiate  de incendiu (situate la Beaubourg, pe docul des Célestins, strada Bonaparte, bulevardul Haussmann și piața Opéra) n-au înregistrat vreo creștere de particule fine, nu mai mult decât cele înregistrate de senzorii cei mai îndepărtați. Nicio „depășire reală a pragului de poluare a aerului” nu a fost înregistrată de senzori în timpul incendiului sau în orele care au urmat. Unii riverani sau gură-cască, prezenți la începutul incendiului, au descris totuși un aer irespirabil sau un puternic miros de ars când flăcările au început să devină vizibile pe acoperiș. Airparif nu exclude, prin urmare, o poluare foarte locală. Clădirile din zonă au fost evacuate.

### Bilanț uman
Incendiul nu a făcut nicio victimă civilă. Totuși, printre pompieri, o persoană rănită a fost îngrijită de către AP-HP.
Alte victime printre primii pompieri ai brigăzii de pompieri din Paris (BSPP) care au intervenit la fața locului, la începutul incendiului, au fost constatate și au primit îngrijiri cu medicamente, în urma intoxicației cu gaze și fum.

### Politice
Din cauza incendiului, președintele Republicii Franceze, Emmanuel Macron, a hotărât să-și amâne difuzarea alocuțiunii televizate pe care trebuia să o pronunțe la 15 aprilie 2019, la orele 20. A mers mai întâi la catedrală și a luat cuvântul pe la orele 23 și 40 de minute.

Mai mulți candidați și-au suspendat campania pentru alegerile europene.
La 18 aprilie 2019, echipele de pompieri, de polițiști, de membri ai Crucii Roșii și de protecție civilă au fost primiți la palatul Élysée de către președintele Republicii, și în fața Primăriei Parisului, unde a fost organizată o ceremonie.

### Religioase
Ceremoniile și slujbele religioase din Săptămâna Mare care aveau loc, de obicei, la Notre-Dame au fost mutate la Saint-Sulpice, cea mai mare biserică din Paris, care are 2.200 de locuri pe scaune, și la Saint-Eustache.

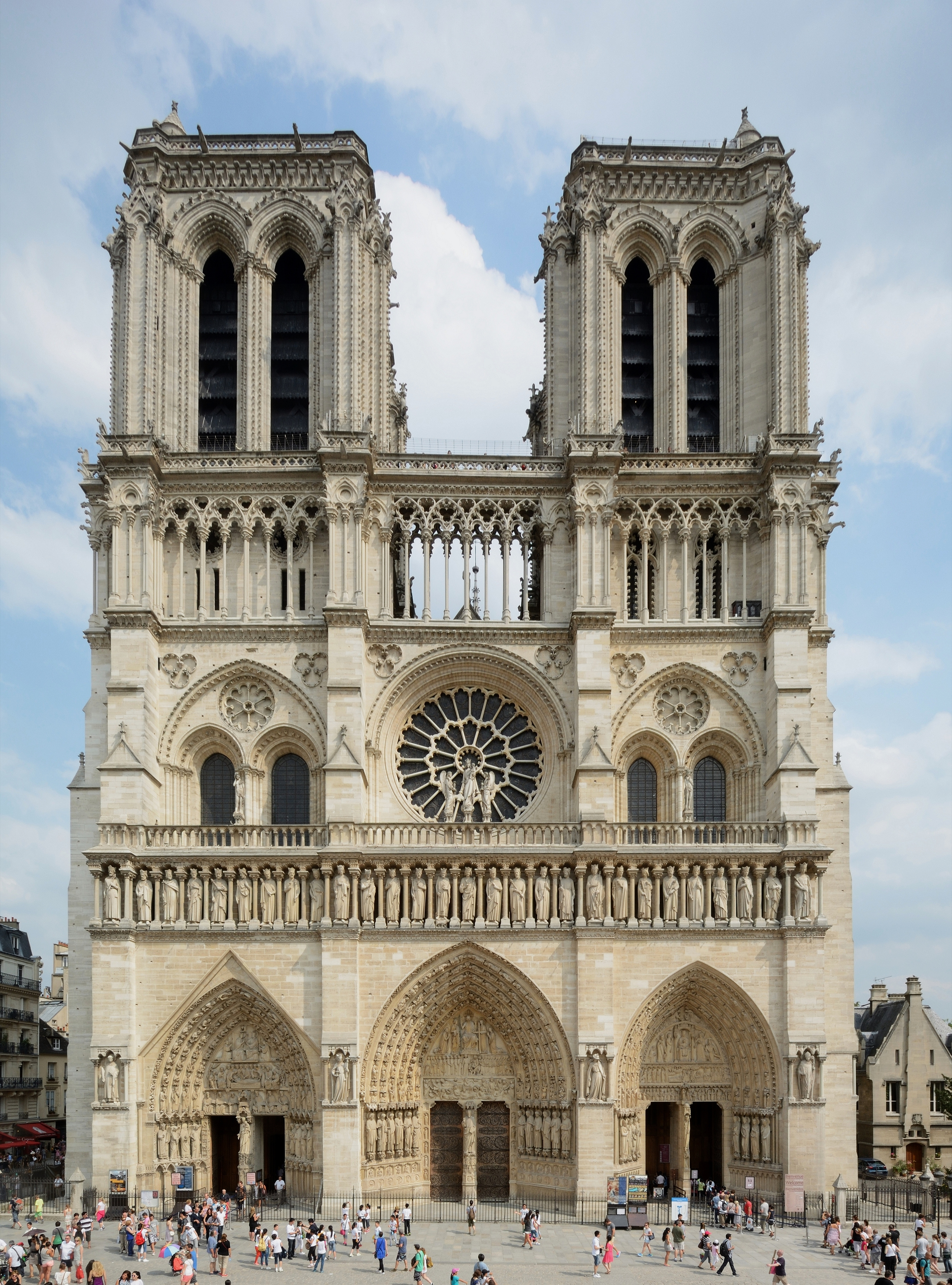
Notre-Dame de Paris fotografiată înainte de incendiu

## Manifestări de solidaritate

Fotografie animată ce prezintă fațada sudică dinainte și de după incendiu. Schelele au fost deja amenajate pentru a renova cadedrala, în momentul declanșării incendiului.

În data de 16 aprilie 2019 între primele catedrale care au tras clopotele în semn de solidaritate cu Catedrala "Notre Dame" s-au numărat Catedrala din Regensburg și Domul din Köln. Concomitent diecezele respective au demarat campanii de strângeri de fonduri pentru reconstrucția Catedralei din Paris.
Primii oameni de afaceri care au anunțat transferul imediat al unor sume importante de bani pentru reconstrucția monumentului au fost François-Henri Pinault și Bernard Arnault.

## Restaurarea
După încheierea restaurării, cu ocazia redeschiderii și sfințirii lăcașului restaurat, în 8 decembrie 2024, Arhiepiscopul Parisului a puns în masa altarului moaștele a cinci sfinți: Fericitul Vladimir Ghika, Sfânta Madeleine-Sophie Barat, Sfânta Marie-Eugénie Milleret, Sfânta Catherine Labouré și Sfântul Charles de Foucauld, personalități ale Bisericii care au marcat viața diecezei de Paris.

## Legături externe
Materiale media legate de incendiul din 2019 la catedrala Notre-Dame de Paris la Wikimedia Commons